# Accidente del Antonov An-26 de Air Africa en 1996
El accidente de Air Africa de 1996 se produjo el 8 de enero cuando un avión Antonov An-32B de Air Africa sobrecargado, alquilado por Moscow Airways y con destino al aeropuerto de Kahemba (entonces se llamaba Zaire, actualmente República Democrática del Congo) superó la pista en el aeropuerto de N'Dolo en Kinshasa (República Democrática del Congo), después de haber fallado al despegar y chocó contra el mercado callejero Simbazikita de Kinshasa. Aunque cuatro de los seis tripulantes de la aeronave sobrevivieron, entre 225 y 348 personas murieron y alrededor de 253 lesiones graves ocurrieron en tierra. Tanto Air Africa como Moscow Airways cesaron sus operaciones después de este accidente.
Este es el mayor número de muertes en tierra que no son pasajeros causadas por el accidente de un avión, y ocurrido en suelo de Zaire.

## Accidente
El accidente se produjo el 8 de enero de 1996, cuando un avión sobrecargado de la compañía Air Africa, modelo Antonov An-32B, y alquilado a Moscow Airways con destino al aeropuerto de Kahemba, sobrepasó la pista en el aeropuerto de N'Dolo en Kinshasa, República Democrática del Congo, después de haber fallado el despegue, arrasando el mercado callejero Simbazikita de Kinshasa.
Mientras intentaba despegar, completamente lleno de combustible y sobrecargado, en la pista corta del Aeropuerto N'Dolo, el An-32B no alcanzó la velocidad suficiente para subir su nariz, pero comenzó a elevarse. Sobrepasó la pista y se estrelló contra el mercado de productos al aire libre Simbazikita, lleno de chozas, peatones y automóviles, y se encendió toda su carga de combustible. El número de muertos citados varía de 225 a 348. La gente, pensando que era un atentado, sacó a los pilotos supervivientes y los golpearon. Cuatro de los seis tripulantes de la aeronave sobrevivieron. Fallecieron entre 240 y 350 personas, aunque no se sabe el número exacto de muertes, otros dicen que hubo 300-340 muertes y 500 heridos (alrededor de 255 lesiones graves) en tierra. Este es el mayor número de muertes en tierra (que no son pasajeros) causadas por el accidente de un avión. Es el peor desastre aeronáutico ocurrido en Zaire en ese momento, hoy en día el peor de la República Democrática del Congo y también el más mortal de África junto con el Accidente del Il-76 de la Fuerza Aérea de Argelia.
Se ha informado de que este vuelo llevaba armas a UNITA (uno de los movimientos armados que luchaban en la guerra civil angoleña). Los pilotos rusos, Nicolai Kazarin y Andrei Gouskov, fueron acusados y condenados por homicidio culposo, cada uno de los cuales recibió la sentencia máxima de dos años. En el juicio, admitieron que estaban usando documentos de autorización prestados de Scibe Airlift, que sabían que el vuelo era ilegal y que el vuelo iba en realidad rumbo a Angola (en aquel momento estaba sucediendo la guerra civil angoleña). Scibe Airlift y African Air pagaron multas de U$S 1.4 millones a las familias y los heridos.